# Christophe Roubert
 (octobre 2013).
Si vous disposez d'ouvrages ou d'articles de référence ou si vous connaissez des sites web de qualité traitant du thème abordé ici, merci de compléter l'article en donnant les références utiles à sa vérifiabilité et en les liant à la section « Notes et références ».
Pour les articles homonymes, voir Roubert.
Christophe Roubert est un acteur français né le 20 janvier 1962 à Neuilly-sur-Seine. Il est le fils aîné de Jean-Loup Roubert.

## Biographie
Il n'a suivi aucun cursus particulier ; il est remarqué par Michel Muller, qui le fait tourner dans un programme non commercialisé, Roubert met le feu. Il passe alors dans une émission télévisée, Fou d'humour, animée par Clémence Arnaud. Michel Muller lui propose par la suite de participer à la rubrique Fallait pas l'inviter.
Il obtient ensuite un second rôle dans La vie de Michel Muller est plus belle que la vôtre et travaille sur des chaînes câblées.
Il se consacre à l'élaboration d'une comédie musicale sur les visages cachés de Jésus-Christ.

## Émissions de télévision
- 1999 : Fou d'humour sur France 2 (il interprète un texte écrit spécialement pour l'occasion)
- 1999-2002 : une vingtaine d'épisodes de Fallait pas l'inviter
- 2001 : Pas tout blanc, pas tout noir (il présente le contenu du DVD)
- 2004 : Le Meilleur des nanars sur TPS
- 2005 : La Vie de Michel Muller est plus belle que la vôtre
- 2005 : coprésentateur d'une émission sur TPS
- 2006-2007 : Le Blog (diffusion sur Internet et en DVD)